# Radio-Télévision nationale du Burundi
La Radio-Télévision nationale du Burundi (RTNB) est un groupe audiovisuel de service public placé sous la tutelle du ministère de la Communication du Burundi.

## Présentation et Identités

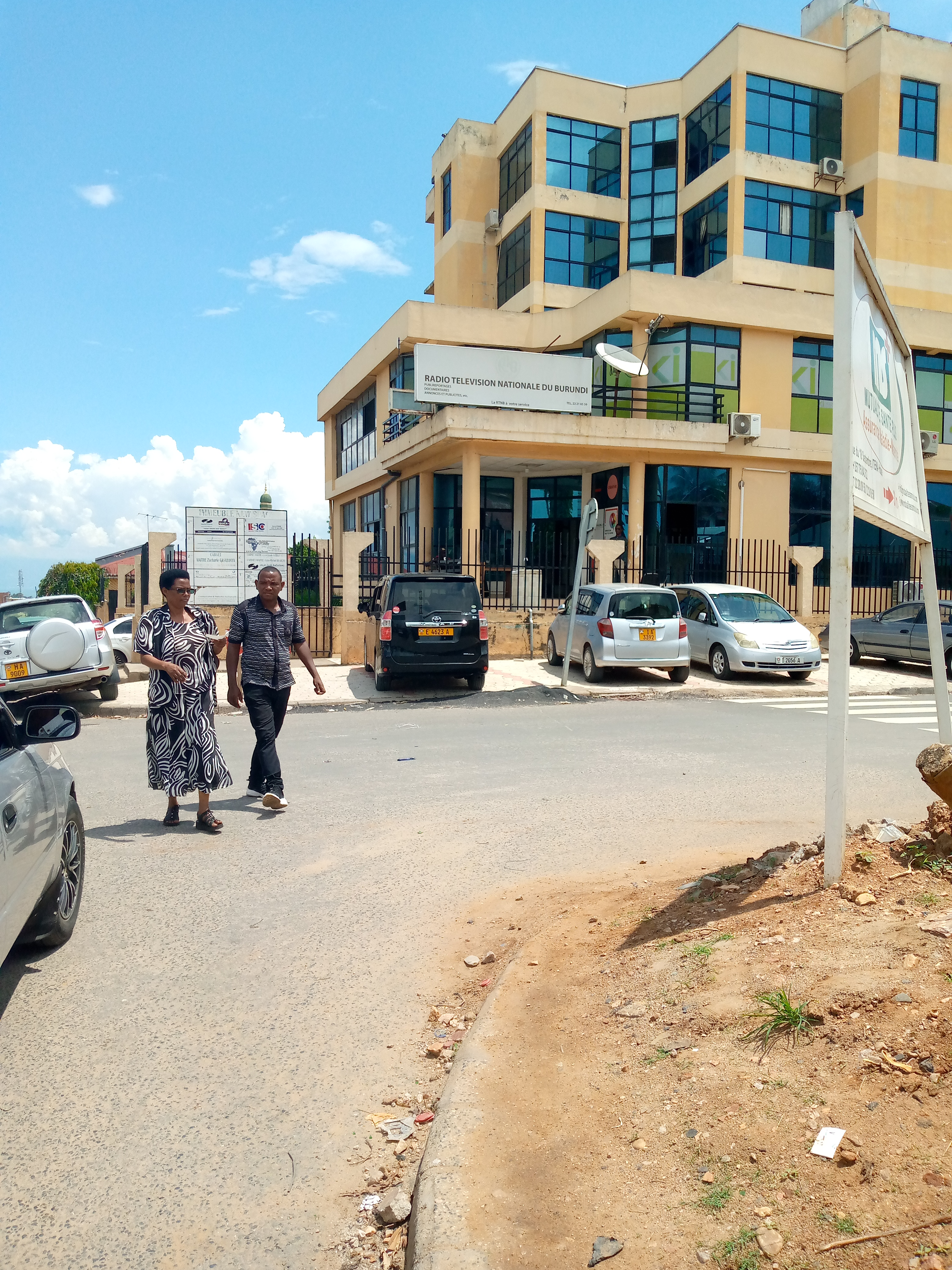
Siège à Bujumbura.

La Radio-Télévision nationale du Burundi regroupe deux radios et une chaîne de télévision : 
- la Radio nationale créée en 1960 et composée de deux chaînes ;
- la Télévision nationale créée en 1984.

Les informations sont diffusées en kirundi, français et kiswahili.
En juin 2013, le Burundi a annoncé une migration de la télévision analogique à la télévision numérique avant le 31 décembre 2014.
Sur un fond de paysage de montagne, on trouve un drapeau du Burundi, qui se trouve à l'intérieur du texte RTNB. Le reste de l'identifiant est inconnu.